# Soldier's Medal
Soldier's Medal är en tapperhetsmedalj i USA:s armé som ges för hjältemod i situationer utanför väpnad strid, vilket även kan vara för dåd som utförts utanför tjänsten.
Ett grundläggande krav är att mottagarens liv måste ha varit i fara själv. Medaljen infördes 1926 och designades av United States Army Institute of Heraldry.
Medaljen utdelas i presidentens namn av arméministern.